# Principios relativos a los bosques
Los Principios relativos a los Bosques es el nombre informal dado a la Declaración autorizada, sin fuerza jurídica obligatoria, de principios para un consenso mundial respecto de la ordenación, la conservación y el desarrollo sostenible de los bosques de todo tipo (1992), un documento elaborado en la Conferencia de las Naciones Unidas sobre el Medio Ambiente y el Desarrollo (CNUMAD), informalmente conocida como la Cumbre de la Tierra. Se trata de un documento, sin fuerza jurídica obligatoria, que hace una serie de recomendaciones para la conservación y el desarrollo sostenible forestal.v

En la Cumbre de la Tierra, la negociación del documento se complicó por las demandas de los países en vías de desarrollo del Grupo de los 77 para el aumento de la ayuda extranjera, con el fin de pagar por la conservación de las reservas forestales. Los países desarrollados se opusieron a esas demandas, y el documento final fue solo un compromiso.
El Proceso de Montreal, también conocido como el Grupo de Trabajo sobre Criterios e Indicadores para la Conservación y el Manejo Sustentable de los Bosques Templados y Boreales, se inició en 1994 como resultado de los Principios relativos a los Bosques.
En 1995, tras la aprobación de los Principios relativos a los Bosques, se estableció un Grupo Intergubernamental sobre los Bosques en calidad de órgano subsidiario de la Comisión sobre el Desarrollo Sostenible de las Naciones Unidas.